# Stralsund

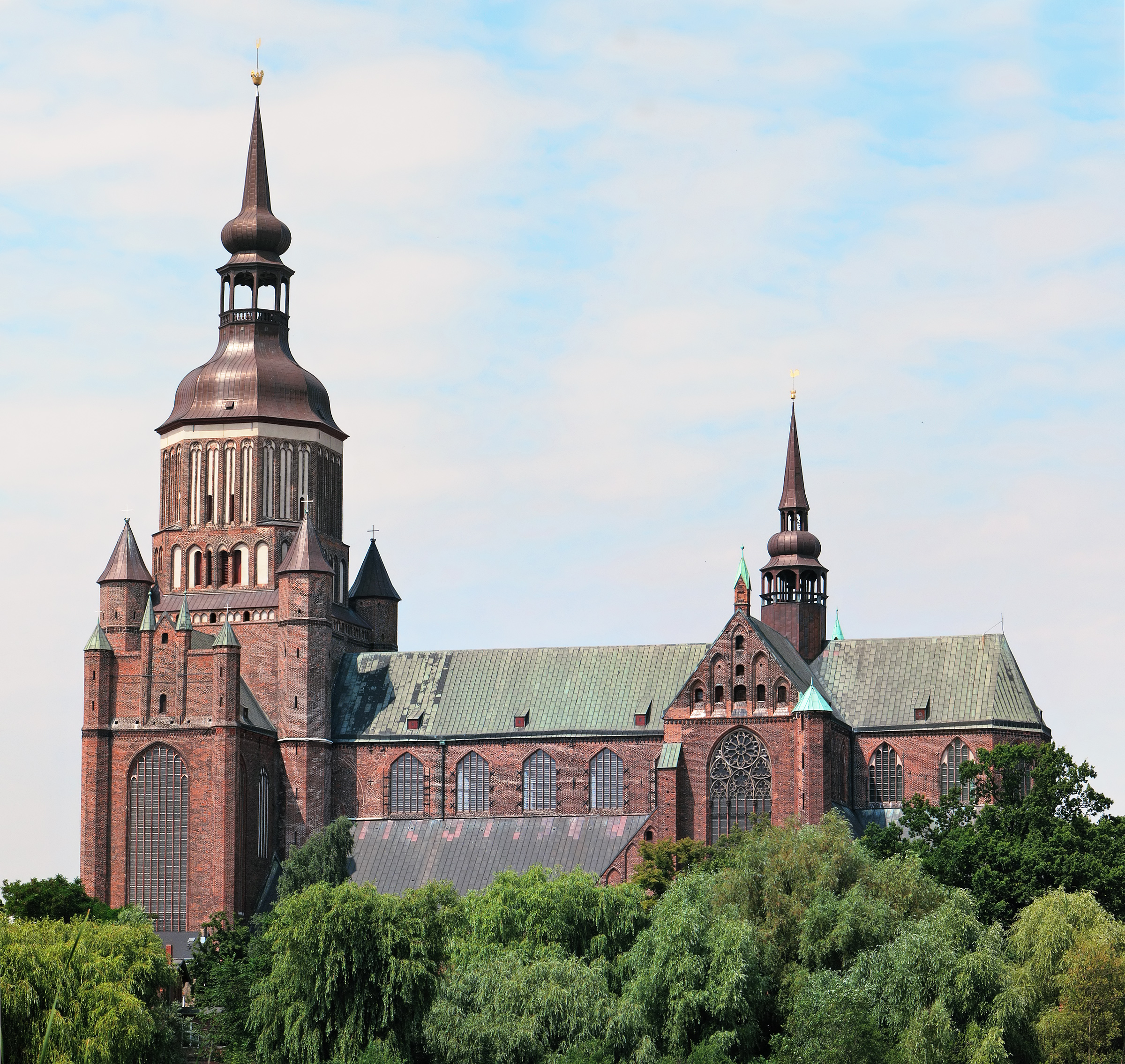
Marienkirche

Stralsund Németország Mecklenburg-Elő-Pomeránia tartományának körzeti jogú városa. Történelmi belvárosa, amely az egykor hatalmas Hanza kereskedő birodalom monumentális építészeti emlékeit őrzi, 2002 óta a Világörökség része.

## Fekvése
Rostocktól északkeletre fekvő település.
A város a szárazföldet Rügen szigetétől elválasztó Stralsund-tengerszoros partján fekszik. Északról a Balti-tenger, nyugatról a Knieper-tó és délről a Franken-tó határolja, ebből is látható hogy a város csaknem egy sziget, melyet csupán keskeny földnyelvek kötnek össze a szárazfölddel.

## Története
Az egykori szláv halászfalu, Stralow helyén alsószász és alsó-frankóniai telepesek alapították 1168-ban, amely már 1234-ben városjogot kapott. A terület kiválóan alkalmasnak mutatkozott tengeri kikötő létesítésére, amellett különböző irányból érkező szárazföldi utak találkozási pontjában feküdt, amelyek Rügen szigete felé vezettek tovább. Mindezek az előfeltételek a város gyors fejlődéséhez járultak hozzá.
A középkori Stralsund gazdasági alapjait a hajózás jelentette, a város kereskedői a 13. és a 14. század fordulóján különleges jogokat szereztek a skandináviai piacokon. A gazdasági megerősödéssel együtt a város polgárai politikai kiváltságokhoz jutottak, függetlenítették magukat a Rügen-szigeti hercegek gyámsága alól. A Hansa Szövetség létrejötte tovább erősítette a kereskedők helyzetét.
A 14. század folyamán nehézséget okoztak a csatározások a tengeri uralomért harcoló Dániával. Végül a Hansa-városok felülkerekedtek és a stralsundi Városházában 1370-ben aláírt békeszerződéssel a város korai fejlődésének csúcspontját érte el.
A Hansa hanyatlásával, a 17. században, a város lassan elvesztette gazdasági jelentőségét és viszonylagos függetlenségét. A harmincéves háború folyamán 1628-ban, Wallenstein gróf hiábavaló ostromával Stralsund az európai történelem gyújtópontjába került, dán és svéd csapatok siettek a segítségére, s a II. Gusztáv Adolffal megkötött egyezmény révén kezdetét vette a város svéd korszaka. Egészen 1814-ig Svéd-Pomeránia tartomány része volt, ekkor a kieli békeszerződés, majd a bécsi kongresszus döntése után a város a Porosz Királysághoz került.
A város még többször volt háborús események színhelye, átélte a napóleoni csapatok megszállását, a második világháború során pedig hatalmas károk keletkeztek a településben.

## Látnivalók
- Történelmi központja a német téglagótika szép példája, a világörökség része.
- A Régi piactér, ahol a Városháza (legrégebbi része a 13. századból származik) és a Miklós-templom található, melyet 1276-ban említenek először oklevelek
- Mária-templom (Marienkirche) - a város legnagyobb temploma, főhajója 100 m hosszú és 32 m magas, első említése 1298-ból való. Tornyát többször átépítették, 1625 és 1647 között 150 m magas volt, s ezzel a világ legmagasabb épületének számított; ma 104 m magas
- Szent Jakab-plébániatemplom
- Apollónia-kápolna - 1416-ból származik
- Katalin-kolostor - dominikánus szerzetesek alapították, két évszázadon keresztül építették. Ma kultúrtörténeti és oceanográfiai múzeum működik benne
- A régi erődítményrendszer maradványai, a Küter kapu, a Knieper kapu
- A kikötő. Itt látható a Gorch Fock nevű, 1933-ban épült háromárbócos iskolahajó (felújítása ma is tart)
- Ozeaneum, az Északi-tenger élővilágát bemutató, 2008-ban megnyílt múzeum. Építészeti megoldásai is különlegesek
- A város határában található a Rügeni-gát, mely 1936-ban épült, 2540 m hosszú és Rügen szigetére vezet

## Híres Stralsundiak
- Carl Wilhelm Scheele 1742 - 1786) német-svéd farmakológus, kémikus
- Ernst Moritz Arndt 1769 - 1860 német író,
- Hermann Burmeister 1807 - 1892 német zoológus,
- Silke Möller 1964 német atlétanő